# Kaliska (Gran Polonia)
Kaliska [pronunciación en polaco: /kaˈliska/] es un pueblo en el distrito administrativo de Gmina Wilczyn, dentro del Distrito de Konin, Voivodato de Gran Polonia, en el centro-este de Polonia. Se encuentra aproximadamente 9 kilómetros al sur de Wilczyn, 23 kilómetros al norte de Konin, y 87 kilómetros al este de la capital regional, Poznań.